# Corrida!
Corrida! és un documental televisiu italià del 1966 dirigit per Marco Ferreri i Luigi Malerba.

## Argument
Realitzat per a la segona cadena de servei públic, aquest documental representa el retorn a Espanya de Marco Ferreri, amb la intenció d'explicar la història de la corrida des dels seus orígens fins a l'època moderna. Ferreri i Malerba insereixen materials d'arxiu, fotografies i imatges fetes per a l'ocasió, i deixen de banda els aspectes folk per potenciar l'impacte visual de la història i destacar el carisma de toreros històrics com Luis Miguel Dominguín i Manolete.